# Lizzie (sanger)
Ann Elisabeth Berg (født 30. oktober 1982 i Tórshavn, Færøerne), bedre kendt under kunstnernavnet Lizzie, er en dansk-færøsk-islandsk sangskriver og sangerinde.
Lizzie har tidligere arbejdet sammen med forskellige producere på diverse engelsksprogede rap- og R&B-projekter. Det har betydet at hun har varmet op for navne som Mobb Deep og 50 Cent, men det var først da producerteamet Madness 4 Real fik Lizzie til at medvirke på en duet på den danske sanger Alex' album Ta’ det tilbage fra 2006, at hun for alvor fandt sit musikalske ståsted.
Lizzie arbejdede sammen med de danske producerteams Madness 4 Real, Pitchshifters og tekstforfatter Jonas Kur i halvandet år på sit debutalbum, som blev udgivet i februar 2008. Den første single fra debutalbummet var "Ramt i natten" (2007). Singlen blev et kæmpe hit både på de danske radiostationer og hos de danske dj's, og den lå ikke mindre end 32 uger på den danske Dancechart. Lizzie fik i august 2008 overrakt fire-dobbelt platin for singlen for over 60.000 solgte downloads, hvilket gjorde den til den mest downloadede sang i Danmark nogensinde. Albummet af samme navn fik guld i august 2008 for 15.000 solgte eksemplarer. Lizzie modtog ved Danish Music Awards 2009 prisen for Årets dansk hit.

## Diskografi

### Singler
- "Ramt i natten" (2007)
- "Dans med mig" (2008)
- "I morgen" (2008)

### Album
- Ramt i natten (2008)